# Östra Finlands läns vapen
Östra Finlands länsvapen fastställdes 1997 för Östra Finlands län när länet bildades och upphörde med utgången av år 2009, då Finlands indelning i län avskaffades. 
Vapnet var sammanställt av vapnen för de historiska landskapen Karelen (svärdsvingande armar) och Savolax (pilbåge) i en kluven sköld. Ovanpå skölden fanns en hertigkrona.